# Seznam filmů s nejvyššími tržbami

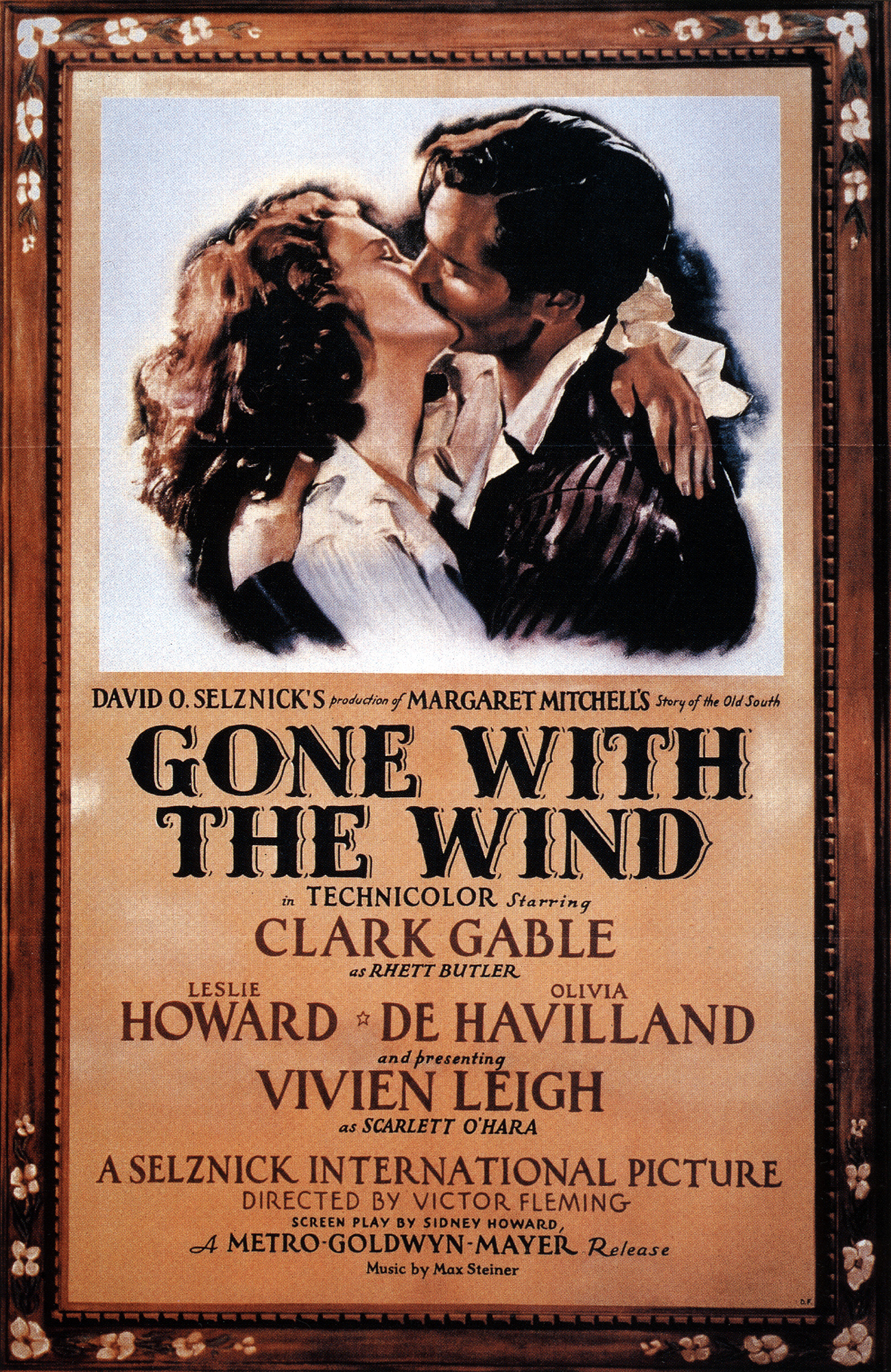
Jih proti Severu (1939) vedl žebříček filmů s nejvyššími tržbami 25 let a se započtením inflace utržil více, než jakýkoli jiný film historie

Seznam filmů s nejvyššími tržbami představuje filmové snímky, které při uvedení v kinech zaznamenaly nejvyšší tržby v historii kinematografie.

## Filmy s celosvětovými nejvyššími tržbami
Tento seznam řadí filmy dle celosvětových tržeb v amerických dolarech. Rok 2019 má nejvíce filmů v tomto seznamu – 9, na druhém místě je rok 2018 s 5 filmy a na místě třetím shodně se 4 filmy si dělí pozice roky 2012, 2016 a 2017. Seznam sčítá i tržby ze stejného filmu, který byl uveden několikrát, případně i v různých verzích (např. 3D).
Kvůli efektu dlouhodobé inflace dává seznam přednost novějším filmům, proto byla jejich většina natočena ve 21. století. Seznam je aktuální k březnu 2025.
     Film je promítán v kinech
     Film byl oceněn soškou Oscara v hlavní kategorii Nejlepší film
| Pořadí | Vrchol | Název                                  | Celosvětové tržby | Rok  | Zdroje            |
| ------ | ------ | -------------------------------------- | ----------------- | ---- | ----------------- |
| 1      | 1      | Avatar                                 | 2 923 706 026 $   | 2009 | [ # 1 ]           |
| 2      | 1      | Avengers: Endgame                      | 2 799 439 100 $   | 2019 | [ # 2 ]           |
| 3      | 3      | Avatar: The Way of Water               | 2 320 250 281 $   | 2022 | [ # 3 ]           |
| 4      | 1      | Titanic                                | 2 264 743 305 $   | 1997 | [ # 4 ]           |
| 5      | 5      | Ne Zha 2                               | 2 150 000 000 $   | 2024 | [ 2 ]             |
| 6      | 3      | Star Wars: Síla se probouzí            | 2 071 310 218 $   | 2015 | [ # 5 ]           |
| 7      | 4      | Avengers: Infinity War                 | 2 052 415 039 $   | 2018 | [ # 6 ]           |
| 8      | 6      | Spider-Man: Bez domova                 | 1 921 847 111 $   | 2021 | [ # 7 ]           |
| 9      | 8      | V hlavě 2                              | 1 698 863 816 $   | 2024 | [ # 8 ]           |
| 10     | 3      | Jurský svět                            | 1 671 537 444 $   | 2015 | [ # 9 ]           |
| 11     | 7      | Lví král                               | 1 663 075 401 $   | 2019 | [ # 10 ]          |
| 12     | 3      | Avengers                               | 1 520 538 536 $   | 2012 | [ # 11 ]          |
| 13     | 4      | Rychle a zběsile 7                     | 1 515 341 399 $   | 2015 | [ # 12 ]          |
| 14     | 11     | Top Gun: Maverick                      | 1 495 696 292 $   | 2022 | [ # 13 ]          |
| 15     | 10     | Ledové království II                   | 1 453 683 476 $   | 2019 | [ # 14 ]          |
| 16     | 14     | Barbie                                 | 1 445 638 421 $   | 2023 | [ # 15 ]          |
| 17     | 5      | Avengers: Age of Ultron                | 1 405 018 048 $   | 2015 | [ # 16 ]          |
| 18     | 15     | Super Mario Bros. ve filmu             | 1 361 992 475 $   | 2023 | [ # 17 ]          |
| 19     | 10     | Kráska a zvíře                         | 1 356 081 801 $   | 2017 | [ # 18 ]          |
| 20     | 9      | Black Panther                          | 1 349 926 083 $   | 2018 | [ # 19 ]          |
| 21     | 3      | Harry Potter a Relikvie smrti – část 2 | 1 342 359 942 $   | 2011 | [ # 20 ]          |
| 22     | 20     | Deadpool & Wolverine                   | 1 338 073 645 $   | 2024 | [ # 21 ]          |
| 23     | 9      | Star Wars: Poslední z Jediů            | 1 334 407 706 $   | 2017 | [ # 22 ]          |
| 24     | 12     | Jurský svět: Zánik říše                | 1 310 466 296 $   | 2018 | [ # 23 ]          |
| 25     | 5      | Ledové království                      | 1 284 540 518 $   | 2013 | [ # 24 ]          |
| 26     | 15     | Úžasňákovi 2                           | 1 243 225 667 $   | 2018 | [ # 25 ]          |
| 27     | 11     | Rychle a zběsile 8                     | 1 236 005 118 $   | 2017 | [ # 26 ]          |
| 28     | 5      | Iron Man 3                             | 1 215 577 205 $   | 2013 | [ # 27 ]          |
| 29     | 10     | Mimoni                                 | 1 159 444 662 $   | 2015 | [ # 28 ]          |
| 30     | 12     | Captain America: Občanská válka        | 1 155 046 416 $   | 2016 | [ # 29 ]          |
| 31     | 20     | Aquaman                                | 1 148 528 393 $   | 2018 | [ # 30 ]          |
| 32     | 2      | Pán prstenů: Návrat krále              | 1 147 633 833 $   | 2003 | [ # 31 ]          |
| 33     | 24     | Spider-Man: Daleko od domova           | 1 131 927 996 $   | 2019 | [ # 32 ]          |
| 34     | 23     | Captain Marvel                         | 1 131 416 446 $   | 2019 | [ # 33 ]          |
| 35     | 5      | Transformers 3                         | 1 123 794 079 $   | 2011 | [ # 34 ]          |
| 36     | 7      | Skyfall                                | 1 108 594 137 $   | 2012 | [ # 35 ]          |
| 37     | 10     | Transformers: Zánik                    | 1 105 261 713 $   | 2014 | [ # 36 ]          |
| 38     | 1      | Jurský park                            | 1 104 379 926 $   | 1993 | [ # 37 ] [ # 38 ] |
| 49     | 34     | Aladin                                 | 1 097 831 681 $   | 2019 | [ # 39 ]          |
| 40     | 7      | Temný rytíř povstal                    | 1 081 169 825 $   | 2012 | [ # 40 ]          |
| 41     | 31     | Joker                                  | 1 078 958 282 $   | 2019 | [ # 41 ]          |
| 42     | 32     | Star Wars: Vzestup Skywalkera          | 1 077 022 372 $   | 2019 | [ # 42 ]          |
| 43     | 30     | Toy Story 4: Příběh hraček             | 1 073 841 394 $   | 2019 | [ # 43 ]          |
| 44     | 4      | Toy Story 3: Příběh hraček             | 1 067 316 101 $   | 2010 | [ # 44 ]          |
| 45     | 3      | Piráti z Karibiku: Truhla mrtvého muže | 1 066 179 747 $   | 2006 | [ # 45 ]          |
| 46     | 46     | Odvážná Vaiana 2                       | 1 059 242 164 $   | 2024 | [ # 46 ]          |
| 47     | 20     | Rogue One: Star Wars Story             | 1 058 682 142 $   | 2016 | [ # 47 ]          |
| 48     | 6      | Piráti z Karibiku: Na vlnách podivna   | 1 046 721 266 $   | 2011 | [ # 48 ]          |
| 49     | 2      | Star Wars: Epizoda I – Skrytá hrozba   | 1 046 515 409 $   | 1999 | [ # 49 ]          |
| 50     | 24     | Já, padouch 3                          | 1 034 800 131 $   | 2017 | [ # 50 ]          |

Vysvětlivky

## Filmy s nejvyššími tržbami v Česku
Tento seznam řadí filmy dle tržeb v českých korunách v kinech v České republice. Také tento seznam kvůli efektu dlouhodobé inflace dává přednost novějším filmům. Seznam vychází ze statistik Unie filmových distributorů, když v roce 2013 došlo ke změně metodiky, když do té doby byly vykazovány čisté tržby a od té doby jsou vykazovány hrubé tržby. Data tedy nejsou srovnatelná. Seznam je aktuální k lednu 2025.
| Pořadí | Název                                  | Tržby v ČR  | Diváků    | Rok uvedení | Ref           |
| ------ | -------------------------------------- | ----------- | --------- | ----------- | ------------- |
| 1      | Avatar: The Way of Water               | 298 882 579 | 1 469 757 | 2022        | [ 4 ]         |
| 2      | Bohemian Rhapsody                      | 266 197 870 | 1 831 714 | 2018        | [ 5 ]         |
| 3      | Avatar                                 | 213 116 369 | 1 358 262 | 2009        | [ 6 ]         |
| 4      | Ženy v běhu                            | 211 925 133 | 1 543 842 | 2019        | [ 5 ]         |
| 5      | Avengers: Endgame                      | 157 282 754 | 935 915   | 2019        | [ 5 ]         |
| 6      | V hlavě 2                              | 156 412 689 | 883 152   | 2024        | [ 7 ]         |
| 7      | Vlny                                   | 152 870 852 | 934 698   | 2024        | [ 7 ]         |
| 8      | Top Gun: Maverick                      | 147 432 879 | 809 977   | 2022        | [ 8 ]         |
| 9      | Anděl Páně 2                           | 146 653 736 | 1 279 143 | 2016        | [ 9 ]         |
| 10     | Barbie                                 | 134 203 250 | 772 410   | 2023        | [ 4 ]         |
| 11     | Ledové království II                   | 129 274 256 | 906 187   | 2019        | [ 10 ]        |
| 12     | Vratné lahve                           | 124 614 461 | 1 260 745 | 2007        | [ 11 ]        |
| 13     | Ženy v pokušení                        | 124 061 075 | 1 236 960 | 2010        | [ 11 ]        |
| 14     | Deadpool & Wolverine                   | 114 373 979 | 534 270   | 2024        | [ 7 ]         |
| 15     | Mimoni 2: Padouch přichází             | 113 253 603 | 709 728   | 2022        | [ 8 ]         |
| 16     | Spider-Man: Bez domova                 | 112 627 213 | 670 532   | 2021        | [ 12 ]        |
| 17     | Mimoni                                 | 109 864 017 | 830 984   | 2015        | [ 13 ]        |
| 18     | Oppenheimer                            | 109 674 670 | 542 323   | 2023        | [ 4 ]         |
| 19     | Vyšehrad: Fylm                         | 108 341 716 | 692 260   | 2022        | [ 8 ]         |
| 20     | Duna: Část druhá                       | 107 931 249 | 482 142   | 2024        | [ 7 ]         |
| 21     | Hobit: Bitva pěti armád                | 102 716 605 | 669 613   | 2014        | [ 14 ] [ 13 ] |
| 22     | Onemanshow: The Movie                  | 100 708 108 | 545 617   | 2023        | [ 4 ]         |
| 23     | Avengers: Infinity War                 | 100 013 233 | 631 252   | 2018        | [ 15 ]        |
| 24     | Muži v naději                          | 99 224 168  | 866 393   | 2011        | [ 16 ]        |
| 25     | Star Wars: Síla se probouzí            | 98 513 277  | 627 881   | 2015        | [ 17 ]        |
| 26     | Doba ledová 3: Úsvit dinosaurů         | 97 600 155  | 852 067   | 2009        | [ 18 ] [ 14 ] |
| 27     | Hobit: Šmakova dračí poušť             | 95 132 547  | 616 907   | 2013        | [ 19 ]        |
| 28     | Zápisník alkoholičky                   | 94 640 846  | 551 512   | 2024        | [ 7 ]         |
| 29     | Harry Potter a Relikvie smrti – část 2 | 93 988 538  | 708 718   | 2011        | [ 16 ] [ 18 ] |
| 30     | Hobit: Neočekávaná cesta               | 93 368 943  | 662 317   | 2012        | [ 16 ]        |

## Filmy s nejvyššími tržbami se zohledněním inflace

Míra inflace (2017) ve světě se liší, což komplikuje zohledňování inflace

Vzhledem k dlouhodobému vlivu inflace, zejména výraznému nárůstu cen vstupenek do kina, dává seznam s nezohledněnou inflací přednost novějším filmům. Daný seznam, ačkoli se často objevuje v tisku, je proto do značné míry bezvýznamný pro porovnávání filmů, které od sebe dělí velký časový odstup. Mnoho filmů z dřívějších dob se totiž v novém seznamu nikdy neobjeví, přestože po zohlednění inflace cen dosáhly většího komerčního úspěchu. Aby se kompenzovala devalvace měny, některé žebříčky inflaci zohledňují, ale ani tento postup problém plně neřeší, protože ceny vstupenek a inflace nemusí být nutně stejné. Například v roce 1970 stály ve Spojených státech vstupenky 1,55 dolaru, při zohlednění inflace se jednalo o 6,68 dolaru v roce 2004. Roku 1980 se ceny zvýšily na přibližně 2,69 dolaru, což představuje pokles na 5,50 dolaru v roce 2004. Ceny vstupenek také nerostly v různých částech světa stejně, což dále komplikuje proces tvorby žebříčku celosvětových tržeb se zohledněnou inflací.
Další komplikací je uvedení filmu ve vícero formátech, za které jsou účtovány různé ceny vstupenek. Příkladem může být filmem Avatar, jenž byl uveden také ve 3D a v IMAXu. Téměř dvě třetiny vstupenek na 3D promítání byly prodávány s průměrnou cenou 10 dolarů a přibližně jedna šestina na IMAX promítání s průměrnou cenou přes 14,50 dolaru, zatímco průměrná cena lístku 2D verze činila v roce 2010 7,61 dolaru. Na počet lidí kupujících vstupenky do kina mají vliv také sociální a ekonomické faktory, jako je změna počtu obyvatel a růst mezinárodních trhů, a demografické údaje o divácích, například se na některé filmy prodává mnohem větší podíl zlevněných dětských vstupenek nebo mají větší tržby ve velkých městech, kde vstupenky stojí více.
| Pořadí | Název                               | Celosvětové tržby | Rok  |
| ------ | ----------------------------------- | ----------------- | ---- |
| 1      | Jih proti Severu                    | 4 192 000 000 $   | 1939 |
| 2      | Avatar                              | 3 273 000 000 $   | 2009 |
| 3      | Star Wars: Epizoda IV – Nová naděje | 3 061 000 000 $   | 1977 |
| 4      | Avengers: Endgame                   | 2 796 000 000 $   | 2019 |
| 5      | Titanic                             | 2 727 000 000 $   | 1997 |
| 6      | Za zvuků hudby                      | 2 564 000 000 $   | 1965 |
| 7      | E.T. – Mimozemšťan                  | 2 503 000 000 $   | 1982 |
| 8      | Desatero přikázání                  | 2 370 000 000 $   | 1956 |
| 9      | Doktor Živago                       | 2 246 000 000 $   | 1965 |
| 10     | Star Wars: Síla se probouzí         | 2 202 000 000 $   | 2015 |

Vysvětlivky
1. ↑  Inflace se ve vyspělých ekonomikách vypočítává pomocí indexu spotřebitelských cen, který zveřejňuje Mezinárodní měnový fond.[29] Tento index je aplikován na hodnoty tržeb v tabulce zveřejněné Guinnessovou knihovnou rekordů v roce 2014, počínaje indexem za rok 2014. Údaje v tabulce zohledňují inflaci od roku 2014 do roku 2022.
2. ↑  Zde uvedené tržby filmu Titanic odráží pouze tržby z premiérového uvedení filmu v roce 1997, nezahrnuje ještě tržby z nového uvedení filmu v 3D formátu v roce 2012, které obnášejí dalších 343 miliónů dolarů.[30]

## Filmy s nejvyššími tržbami podle roku uvedení
Toto je seznam filmů s nejvyššími tržbami podle roku uvedení do kin. Seznam je aktuální k dubnu 2025.
| Rok  | Název                                       | Celosvětové tržby         | Rozpočet      | Režie                                                                                               |
| ---- | ------------------------------------------- | ------------------------- | ------------- | --------------------------------------------------------------------------------------------------- |
| 1918 | Mickey                                      | 18 000 000 $*             | 125 000 $     | F. Richard Jones James Young                                                                        |
| 1919 | The Miracle Man                             | 3 000 000 $*              | 120 000 $     | George Loane Tucker                                                                                 |
| 1920 | Cesta na východ                             | 4 500 000 $*              | 700 000 $     | D. W. Griffith                                                                                      |
| 1921 | Čtyři příšerní jezdci z Apokalypsy          | 9 200 000 $*              | 800 000 $     | Rex Ingram                                                                                          |
| 1922 | Robin Hood                                  | 2 500 000 $*              | 1 000 000 $   | Allan Dwan                                                                                          |
| 1923 | Krytý vůz                                   | 3 800 000 $*              | 782 000 $     | James Cruze                                                                                         |
| 1924 | The Sea Hawk                                | 2 000 000 $*              | 800 000 $     | Frank Lloyd                                                                                         |
| 1925 | Přehlídka smrti                             | 18 000 000 – 22 000 000 $ |               | King Vidor                                                                                          |
| 1926 | Aloma, dcera džunglí                        | 3 000 000 $*              |               | Maurice Tourneur                                                                                    |
| 1927 | Jazzový zpěvák                              | 3 000 000 $*              | 422 000 $     | Alan Crosland                                                                                       |
| 1928 | The Road to Ruin                            | 2 500 000 $*              | 2 500 $       | Norton S. Parker                                                                                    |
| 1929 | The Broadway Melody                         | 4 400 000 $*              | 379 000 $     | Harry Beaumont                                                                                      |
| 1930 | Tom Sawyer                                  | 11 000 000 $*             |               | John Cromwell                                                                                       |
| 1931 | Frankenstein                                | 12 000 000 $*             | 291 000 $     | James Whale                                                                                         |
| 1932 | Šanghajský expres                           | 3 700 000 $*              |               | Josef von Sternberg                                                                                 |
| 1933 | I'm No Angel                                | 2 900 000 $*              | 225 000 $     | Wesley Ruggles                                                                                      |
| 1934 | Viva Villa!                                 | 1 100 000 $*              |               | Jack Conway                                                                                         |
| 1935 | Páni v cylindrech                           | 3 000 000 $*              | 609 000 $     | Mark Sandrich                                                                                       |
| 1936 | Královna ledu                               | 2 000 000 $*              |               | Sidney Lanfield                                                                                     |
| 1937 | Sněhurka a sedm trpaslíků                   | 184 925 486 $*            | 1 488 000 $   | David Hand                                                                                          |
| 1938 | Vždyť jsme jen jednou na světě              | 5 300 000 $               | 1 600 000 $   | Frank Capra                                                                                         |
| 1939 | Jih proti Severu                            | 400 176 459 $             | 3 900 000 $   | Victor Fleming                                                                                      |
| 1940 | Pinocchio                                   | 84 254 167 $*             | 2 600 000 $   | Ben Sharpsteen, Hamilton Luske, Norman Ferguson, T. Hee, Wilfred Jackson, Jack Kinney, Bill Roberts |
| 1941 | Četař York                                  | 16 400 000 $*             | 2 000 000 $   | Howard Hawks                                                                                        |
| 1942 | Bambi                                       | 267 447 150 $             |               | David Hand                                                                                          |
| 1943 | A Guy Named Joe                             | 5 400 000 $*              | 2 627 000 $   | Victor Fleming                                                                                      |
| 1944 | Setkáme se v St. Louis                      | 7 600 000 $*              | 1 707 561 $   | Vincente Minnelli                                                                                   |
| 1945 | Zvony od svaté Marie                        | 21 300 000 $*             |               | Leo McCarey                                                                                         |
| 1946 | Song of the South                           | 56 400 000 $*             | 2 125 000$    | Harve Foster Wilfred Jackson                                                                        |
| 1947 | Zlaté náušnice                              | 7 000 000 $*              | 1 000 000 $   | Mitchell Leisen                                                                                     |
| 1948 | Velikonoční přehlídka                       | 6 800 000 $*              | 2 503 654 $   | Charles Walters                                                                                     |
| 1949 | Samson and Delilah                          | 29 300 000 $*             |               | Cecil B. DeMille                                                                                    |
| 1950 | Popelka                                     | 85 000 000 $*             | 2 900 000 $   | Clyde Geronimi Hamilton Luske Wilfred Jackson                                                       |
| 1951 | Quo Vadis?                                  | 30 000 000 $*             | 7 623 000 $   | Mervyn LeRoy                                                                                        |
| 1952 | This Is Cinerama                            | 41 600 000 $*             |               | Robert L. Bendick                                                                                   |
| 1953 | Peter Pan                                   | 87 404 651 $*             | 4 000 000 $   | Clyde Geronimi Wilfred Jackson Wolfgang Reitherman                                                  |
| 1954 | Okno do dvora                               | 36 764 313 $*             | 1 000 000 $   | Alfred Hitchcock                                                                                    |
| 1955 | Lady a Tramp                                | 93 602 326 $*             | 4 000 000 $   | Clyde Geronimi Hamilton Luske Wilfred Jackson                                                       |
| 1956 | Desatero přikázání                          | 65 500 000 $*             | 13 500 000 $  | Cecil B. DeMille                                                                                    |
| 1957 | Most přes řeku Kwai                         | 27 200 000 $*             | 3 000 000 $   | David Lean                                                                                          |
| 1958 | South Pacific                               | 36 800 000 $*             | 6 000 000 $   | Joshua Logan                                                                                        |
| 1959 | Ben Hur                                     | 74 000 000 $*             | 15 000 000 $  | William Wyler                                                                                       |
| 1960 | Pojď, budeme se milovat                     | 44 800 000 $*             |               | George Cukor                                                                                        |
| 1961 | 101 dalmatinů                               | 215 880 014 $             | 4 000 000 $   | Clyde Geronimi Hamilton Luske Wolfgang Reitherman                                                   |
| 1962 | Dr. No                                      | 59 600 000 $              | 1 000 000 $   | Terence Young                                                                                       |
| 1963 | Srdečné pozdravy z Ruska                    | 78 900 000 $              | 2 000 000 $   | Terence Young                                                                                       |
| 1964 | Goldfinger                                  | 124 000 000 $             | 3 000 000 $   | Guy Hamilton                                                                                        |
| 1965 | Za zvuků hudby                              | 158 671 368 $*            | 8 200 000 $   | Robert Wise                                                                                         |
| 1966 | Kdo se bojí Virginie Woolfové?              | 28 000 000 $*             | 7 500 000 $   | Mike Nichols                                                                                        |
| 1967 | Kniha džunglí                               | 205 843 612 $             |               | Wolfgang Reitherman                                                                                 |
| 1968 | Funny Girl                                  | 52 223 306 $*             | 14 100 000 $  | William Wyler                                                                                       |
| 1969 | Butch Cassidy a Sundance Kid                | 102 308 889 $*            | 6 000 000 $   | George Roy Hill                                                                                     |
| 1970 | Love Story                                  | 106 397 186 $*            | 2 200 000 $   | Arthur Hiller                                                                                       |
| 1971 | Diamanty jsou věčné                         | 116 000 000 $             | 7 200 000$    | Guy Hamilton                                                                                        |
| 1972 | Kmotr                                       | 245 066 411 $             | 6 000 000$    | Francis Ford Coppola                                                                                |
| 1973 | Vymítač ďábla                               | 441 071 011 $             | 12 000 000 $  | William Friedkin                                                                                    |
| 1974 | Ohnivá sedla                                | 119 500 000 $*            | 2 600 000 $   | Mel Brooks                                                                                          |
| 1975 | Čelisti                                     | 470 653 000 $             | 7 000 000 $   | Steven Spielberg                                                                                    |
| 1976 | Rocky                                       | 225 000 000 $             | 1 000 000 $   | John G. Avildsen                                                                                    |
| 1977 | Star Wars: Epizoda IV – Nová naděje         | 775 398 007 $             | 11 000 000 $  | George Lucas                                                                                        |
| 1978 | Pomáda                                      | 394 589 888 $             | 6 000 000 $   | Randal Kleiser                                                                                      |
| 1979 | Moonraker                                   | 210 308 099 $             | 34 000 000 $  | Lewis Gilbert                                                                                       |
| 1980 | Star Wars: Epizoda V – Impérium vrací úder  | 538 375 067 $             | 18 000 000 $  | Irvin Kershner                                                                                      |
| 1981 | Dobyvatelé ztracené archy                   | 384 140 454 $             | 18 000 000 $  | Steven Spielberg                                                                                    |
| 1982 | E.T. - Mimozemšťan                          | 792 910 554 $             | 10 500 000 $  | Steven Spielberg                                                                                    |
| 1983 | Star Wars: Epizoda VI – Návrat Jediů        | 475 106 177 $             | 32 500 000 $  | Richard Marquand                                                                                    |
| 1984 | Indiana Jones a chrám zkázy                 | 333 107 271 $             | 28 700 000 $  | Steven Spielberg                                                                                    |
| 1985 | Návrat do budoucnosti                       | 381 109 762 $             | 19 000 000 $  | Robert Zemeckis                                                                                     |
| 1986 | Top Gun                                     | 356 830 601 $             | 15 000 000 $  | Tony Scott                                                                                          |
| 1987 | Osudová přitažlivost                        | 320 145 693 $             | 14 000 000 $  | Adrian Lyne                                                                                         |
| 1988 | Rain Man                                    | 354 825 435 $             | 25 000 000 $  | Barry Levinson                                                                                      |
| 1989 | Indiana Jones a poslední křížová výprava    | 474 171 806 $             | 48 000 000 $  | Steven Spielberg                                                                                    |
| 1990 | Duch                                        | 505 702 588 $             | 22 000 000 $  | Jerry Zucker                                                                                        |
| 1991 | Terminátor 2: Den zúčtování                 | 519 843 345 $             | 102 000 000 $ | James Cameron                                                                                       |
| 1992 | Aladin                                      | 504 050 219 $             | 28 000 000 $  | Ron Clements John Musker                                                                            |
| 1993 | Jurský park                                 | 1 029 153 882 $           | 63 000 000 $  | Steven Spielberg                                                                                    |
| 1994 | Lví král                                    | 987 483 777 $             | 45 000 000 $  | Roger Allers Rob Minkoff                                                                            |
| 1995 | Smrtonosná past 3                           | 366 101 666 $             | 90 000 000 $  | John McTiernan                                                                                      |
| 1996 | Den nezávislosti                            | 817 400 891 $             | 75 000 000 $  | Roland Emmerich                                                                                     |
| 1997 | Titanic                                     | 2 187 463 944 $           | 200 000 000 $ | James Cameron                                                                                       |
| 1998 | Armageddon                                  | 553 709 788 $             | 140 000 000 $ | Michael Bay                                                                                         |
| 1999 | Star Wars: Epizoda I – Skrytá hrozba        | 1 027 044 677 $           | 115 000 000 $ | George Lucas                                                                                        |
| 2000 | Mission: Impossible II                      | 546 388 105 $             | 125 000 000 $ | John Woo                                                                                            |
| 2001 | Harry Potter a Kámen mudrců                 | 974 755 371 $             | 125 000 000 $ | Chris Columbus                                                                                      |
| 2002 | Pán prstenů: Dvě věže                       | 926 047 111 $             | 94 000 000 $  | Peter Jackson                                                                                       |
| 2003 | Pán prstenů: Návrat krále                   | 1 119 929 521 $           | 94 000 000 $  | Peter Jackson                                                                                       |
| 2004 | Shrek 2                                     | 919 838 758               | 125 000 000 $ | Andrew Adamson Kelly Asbury Conrad Vernon                                                           |
| 2005 | Harry Potter a Ohnivý pohár                 | 896 911 078 $             | 150 000 000 $ | Mike Newell                                                                                         |
| 2006 | Piráti z Karibiku: Truhla mrtvého muže      | 1 066 179 725 $           | 225 000 000 $ | Gore Verbinski                                                                                      |
| 2007 | Piráti z Karibiku: Na konci světa           | 963 420 425 $             | 300 000 000 $ | Gore Verbinski                                                                                      |
| 2008 | Temný rytíř                                 | 1 004 558 444 $           | 185 000 000 $ | Christopher Nolan                                                                                   |
| 2009 | Avatar                                      | 2 789 968 301 $           | 237 000 000 $ | James Cameron                                                                                       |
| 2010 | Toy Story 3: Příběh hraček                  | 1 063 171 911 $           | 200 000 000 $ | Lee Unkrich                                                                                         |
| 2011 | Harry Potter a Relikvie smrti – část 2      | 1 341 511 219 $           | 250 000 000 $ | David Yates                                                                                         |
| 2012 | Avengers                                    | 1 519 557 910 $           | 220 000 000 $ | Joss Whedon                                                                                         |
| 2013 | Ledové království                           | 1 276 480 335 $           | 150 000 000 $ | Chris Buck Jennifer Lee                                                                             |
| 2014 | Transformers: Zánik                         | 1 104 054 072 $           | 210 000 000 $ | Michael Bay                                                                                         |
| 2015 | Star Wars: Síla se probouzí                 | 2 068 223 624 $           | 200 000 000 $ | J. J. Abrams                                                                                        |
| 2016 | Captain America: Občanská válka             | 1 153 304 495 $           | 250 000 000 $ | Bratři Russoové                                                                                     |
| 2017 | Star Wars: Poslední z Jediů                 | 1 332 539 889 $           | 200 000 000 $ | Rian Johnson                                                                                        |
| 2018 | Avengers: Infinity War                      | 2 048 359 754 $           | 321 000 000 $ | Bratři Russoové                                                                                     |
| 2019 | Avengers: Endgame                           | 2 797 800 564 $           | 356 000 000 $ | Bratři Russoové                                                                                     |
| 2020 | Gekidžóban Kimecu no Jaiba: Mugen Rešša Hen | 504 334 511 $             | 16 000 000 $  | Haruo Sotozaki                                                                                      |
| 2021 | Spider-Man: Bez domova                      | 1 901 232 550 $           | 200 000 000 $ | Jon Watts                                                                                           |
| 2022 | Avatar: The Way of Water                    | 2 320 250 281 $           | 400 000 000 $ | James Cameron                                                                                       |
| 2023 | Barbie                                      | 1 445 638 421 $           | 145 000 000 $ | Greta Gerwig                                                                                        |
| 2024 | V hlavě 2                                   | 1 698 863 816 $           | 200 000 000 $ | Kelsey Mann                                                                                         |

* Pouze tržby v Kanadě a USA.

## Držení rekordu mezi roky
| 1918                                                    | Mickey                             | 1918 - 1925       | 18 000 000 $              | |                                                          |
| 1925                                                    | Přehlídka smrti                    | 1925 - 1937       | 18 000 000 - 22 000 000 $ | |                                                          |
| 1937                                                    | Sněhurka a sedm trpaslíků          | 1937 - 1939       | 184 925 486 $             | |                                                          |
| 1939                                                    | Jih proti severu                   | 1939 - 1973       | 400 176 459 $             | |                                                          |
| 1973                                                    | Vymítač ďábla                      | 1973 - 1975       | 441 071 011 $             | |                                                          |
| 1975                                                    | Čelisti                            | 1975 - 1977       | 470 653 000 $             | |                                                          |
| 1977                                                    | Star Wars Epizoda IV - Nová naděje | 1977 - 1982       | 775 398 007 $             | |                                                          |
| 1982                                                    | E.T. Mimozemšťan                   | 1982 - 1993       | 792 910 554 $             | |                                                          |
| 1993                                                    | Jurský park                        | 1993 - 1997       | 1 029 153 882 $           | |                                                          |
| 1997                                                    | Titanic                            | 1997 - 2009       | 2 187 463 944 $           | |                                                          |
| 2009                                                    | Avatar                             | 2009 - 2019       | 2 789 968 301 $           | |                                                          |
| 2019                                                    | Avengers:Endgame                   | 2019 - 2020       | 2 799 439 100 $           | |                                                          |
| 2009                                                    | Avatar                             | 2020 - Dosud      | 2 923 706 026 $           | Tabulka byla aktualizována 4. července 2024. \| Místo \| Série \| Celosvětové tržby \| Počet filmů \| Průměrně na film \| Film s nejvyššími tržbami \| \| ------------------------------------------------------- \| ------------------------- \| ----------------- \| ----------- \| ---------------- \| -------------------------------------------------------- \| \| 1 \| Marvel Cinematic Universe \| 28 465 886 638 $ \| 33 \| 941 991 669 $ \| Avengers: Endgame (2 799 439 100 $) \| \| 2 \| Star Wars \| 10 317 206 760 $ \| 12 \| 859 767 230 $ \| Star Wars: Síla se probouzí (2 068 223 624 $) \| \| 3 \| Spider-Man \| 9 804 245 447 $ \| 12 \| 817 020 454 $ \| Spider-Man: Bez domova (1 916 306 995 $) \| \| 4 \| Wizarding World \| 9 667 529 163 $ \| 11 \| 878 866 288 $ \| Harry Potter a Relikvie smrti – část 2 (1 342 025 430 $) \| \| 5 \| James Bond \| 7 832 954 730 $ \| 27 \| 290 109 434 $ \| Skyfall (1 108 561 013 $) \| \| 6 \| Batman \| 6 841 330 262 $ \| 17 \| 402 431 192 $ \| Temný rytíř povstal (1 081 169 825 $) \| \| 7 \| Rychle a zběsile \| 6 620 181 780 $ \| 10 \| 662 018 178 $ \| Rychle a zběsile 7 (1 516 045 911 $) \| \| 8 \| DC Extended Universe \| 6 219 351 443 $ \| 11 \| 565 395 586 $ \| Aquaman (1 148 485 886 $) \| \| 9 \| X-Men \| 6 085 517 330 $ \| 13 \| 468 116 718 $ \| Deadpool 2 (785 046 920 $) \| \| 10 \| Jurský park \| 6 003 776 796 $ \| 6 \| 1 000 629 466 $ \| Jurský svět (1 671 537 444 $) \| \| 11 \| Středozemě \| 5 955 107 416 $ \| 7 \| 850 729 631 $ \| Pán prstenů: Návrat krále (1 146 436 214 $) \| \| 12 \| Transformers \| 4 853 126 073 $ \| 7 \| 693 303 725 $ \| Transformers 3 (1 123 794 079 $) \| \| 13 \| Já, padouch \| 4 647 701 886 $ \| 5 \| 929 540 377 $ \| Mimoni (1 159 398 397 $) \| \| 14 \| Avatar \| 4 630 707 293 $ \| 2 \| 2 315 353 647 $ \| Avatar (2 922 917 914 $) \| \| 15 \| Piráti z Karibiku \| 4 524 439 761 $ \| 5 \| 904 887 952 $ \| Piráti z Karibiku: Truhla mrtvého muže (1 066 179 725 $) \| \| 16 \| Shrek \| 3 661 936 226 $ \| 6 \| 610 322 704 $ \| Shrek 2 (919 838 758 $) \| \| 17 \| Mission: Impossible \| 3 570 477 227 $ \| 6 \| 595 079 538 $ \| Mission: Impossible – Fallout (791 115 104 $) \| \| 18 \| Stmívání \| 3 346 157 056 $ \| 5 \| 669 231 411 $ \| Twilight sága: Rozbřesk – 2. část (829 746 820 $) \| \| 19 \| Toy Story: Příběh hraček \| 3 269 995 218 $ \| 5 \| 653 999 044 $ \| Toy Story 4: Příběh hraček (1 073 394 593 $) \| \| – Alespoň jeden film ze série je nyní promítán v kinech \| \| \| \| \| \| |                                                          |
| Místo                                                   | Série                              | Celosvětové tržby | Počet filmů               | Průměrně na film | Film s nejvyššími tržbami                                |
| 1                                                       | Marvel Cinematic Universe          | 28 465 886 638 $  | 33                        | 941 991 669 $ | Avengers: Endgame (2 799 439 100 $)                      |
| 2                                                       | Star Wars                          | 10 317 206 760 $  | 12                        | 859 767 230 $ | Star Wars: Síla se probouzí (2 068 223 624 $)            |
| 3                                                       | Spider-Man                         | 9 804 245 447 $   | 12                        | 817 020 454 $ | Spider-Man: Bez domova (1 916 306 995 $)                 |
| 4                                                       | Wizarding World                    | 9 667 529 163 $   | 11                        | 878 866 288 $ | Harry Potter a Relikvie smrti – část 2 (1 342 025 430 $) |
| 5                                                       | James Bond                         | 7 832 954 730 $   | 27                        | 290 109 434 $ | Skyfall (1 108 561 013 $)                                |
| 6                                                       | Batman                             | 6 841 330 262 $   | 17                        | 402 431 192 $ | Temný rytíř povstal (1 081 169 825 $)                    |
| 7                                                       | Rychle a zběsile                   | 6 620 181 780 $   | 10                        | 662 018 178 $ | Rychle a zběsile 7 (1 516 045 911 $)                     |
| 8                                                       | DC Extended Universe               | 6 219 351 443 $   | 11                        | 565 395 586 $ | Aquaman (1 148 485 886 $)                                |
| 9                                                       | X-Men                              | 6 085 517 330 $   | 13                        | 468 116 718 $ | Deadpool 2 (785 046 920 $)                               |
| 10                                                      | Jurský park                        | 6 003 776 796 $   | 6                         | 1 000 629 466 $ | Jurský svět (1 671 537 444 $)                            |
| 11                                                      | Středozemě                         | 5 955 107 416 $   | 7                         | 850 729 631 $ | Pán prstenů: Návrat krále (1 146 436 214 $)              |
| 12                                                      | Transformers                       | 4 853 126 073 $   | 7                         | 693 303 725 $ | Transformers 3 (1 123 794 079 $)                         |
| 13                                                      | Já, padouch                        | 4 647 701 886 $   | 5                         | 929 540 377 $ | Mimoni (1 159 398 397 $)                                 |
| 14                                                      | Avatar                             | 4 630 707 293 $   | 2                         | 2 315 353 647 $ | Avatar (2 922 917 914 $)                                 |
| 15                                                      | Piráti z Karibiku                  | 4 524 439 761 $   | 5                         | 904 887 952 $ | Piráti z Karibiku: Truhla mrtvého muže (1 066 179 725 $) |
| 16                                                      | Shrek                              | 3 661 936 226 $   | 6                         | 610 322 704 $ | Shrek 2 (919 838 758 $)                                  |
| 17                                                      | Mission: Impossible                | 3 570 477 227 $   | 6                         | 595 079 538 $ | Mission: Impossible – Fallout (791 115 104 $)            |
| 18                                                      | Stmívání                           | 3 346 157 056 $   | 5                         | 669 231 411 $ | Twilight sága: Rozbřesk – 2. část (829 746 820 $)        |
| 19                                                      | Toy Story: Příběh hraček           | 3 269 995 218 $   | 5                         | 653 999 044 $ | Toy Story 4: Příběh hraček (1 073 394 593 $)             |
| – Alespoň jeden film ze série je nyní promítán v kinech |                                    |                   |                           | |                                                          |